# Objaw nadgarstkowy Kosowicza
Objaw nadgarstkowy Kosowicza (ang. Kosowicz's sign) – w diagnostyce radiologicznej, anomalia kości nadgarstka polegająca na przesunięciu kości księżycowatej, co prowadzi do nieprawidłowego kąta nadgarstkowego (125° przy normie 131°). Opisana po raz pierwszy przez Jerzego Kosowicza w 1965 roku u pacjentki z zespołem Turnera, uważana jest za charakterystyczną dla tej aberracji chromosomalnej.